# Serraduy
Serraduy (Serradui en catalán ribagorzano) es una localidad perteneciente al municipio de Isábena, en la Ribagorza, y la provincia de Huesca, Aragón, España. Está situado en la ribera del río Isábena y en un terrerno muy accidentado por las vertientes de la sierra de Sis y que baja hasta los 800 m de altitud cerca del Isábena, donde se localizan algunos huertos. Los principales cultivos son la viña, olivo, árboles frutales, patatas y cereales.
Desde los años 1950 está afectado por la gran campaña de reforestación del estado que realizó por ICONA, hecho que ha contribuido a la despoblación al hacer perder los derechos a los pastos y al aprovechamiento del bosque.
La capital del municipio es el núcleo de Pont de Serraduy, a la vera del río, al sudoeste de la antigua parroquia de San Martín (a 912 m de altitud), que pertenecía a Roda. Otros núcleos de población son la Vileta y Riguala, en agudo proceso de despoblación. El municipio comprende además el santuario de la Feixa.

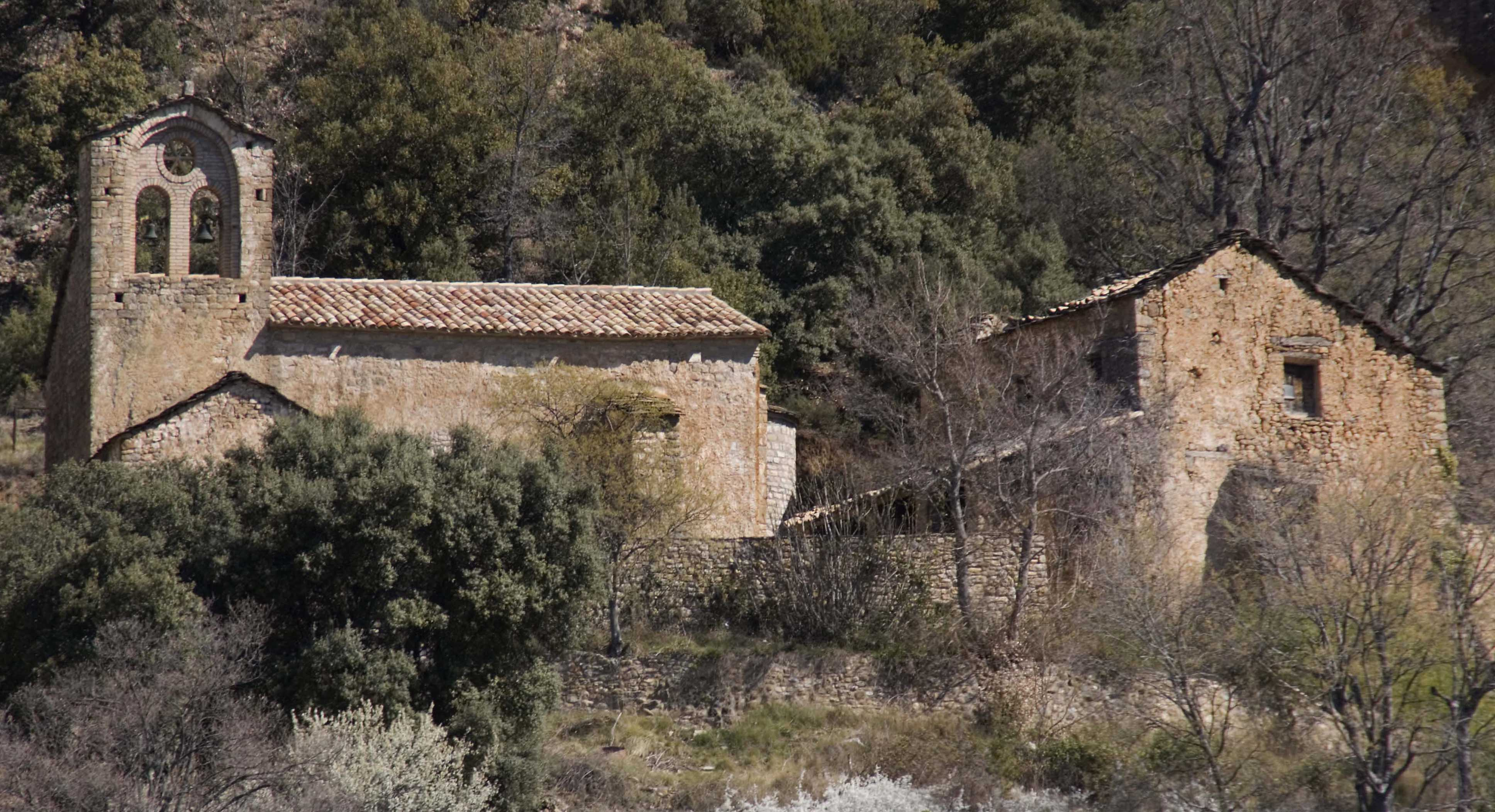
Santuario de la Feixa

## Estadísticas
- Población

1877----265
1900----234
1930----172
1960----137
1970----100
- Extensión: 22.60 km²
- Demarcaciones históricas:
Corregimiento de Benabarre (hasta 1833)
Prov:: Huesca
Part jud: Benabarre
Rodalia: La Puebla de Roda
Mercado agrícola principal: la Puebla de Roda
Área comercial: Barbastro
Subárea comercial: Graus

## Demografía
| Gráfica de evolución demográfica de Serraduy entre 1842 y 1970 |
| |
| Población de derecho según los censos de población del INE Población de hecho según los censos de población del INEEntre el censo de 1981 y el anterior, este municipio desaparece porque se integra en el municipio Isábena |

## Rutas
Las siguientes rutas de senderismo pasan por la localidad:
- GR-18.1
- PR-HU 46 : inicia aquí su trayecto.